# Eugen Addor
Eugen Addor   (mil·lenni II) va ser un tirador suís que va competir a començaments del segle xx.
El 1920 va prendre part en els Jocs Olímpics d'Anvers, on va guanyar la medalla de bronze en la competició de rifle militar, bocaterrosa per equips del programa de tir.